# Baudouin VI de Hainaut
Baudouin de Constantinople
Pour les articles homonymes, voir Baudouin Ier et Baudouin VI.
Baudouin de Flandre et de Hainaut, aussi nommé Baudouin de Constantinople, né en 1171 à Valenciennes dans le comté de Hainaut et mort en 1205 ou en 1206 à Tarnovo dans l'Empire bulgare, est empereur de Constantinople de 1204 à sa mort. Comte de Flandre (sous le nom de « Baudouin IX ») et de Hainaut (sous le nom de « Baudouin VI »), il est l'un des chefs de la quatrième croisade et contribue à la prise de Constantinople en 1204. Élu empereur latin de Constantinople, il est vaincu par les Bulgares devant Andrinople en 1205 et meurt en captivité.

## Biographie

### Le comte de Flandre et de Hainaut

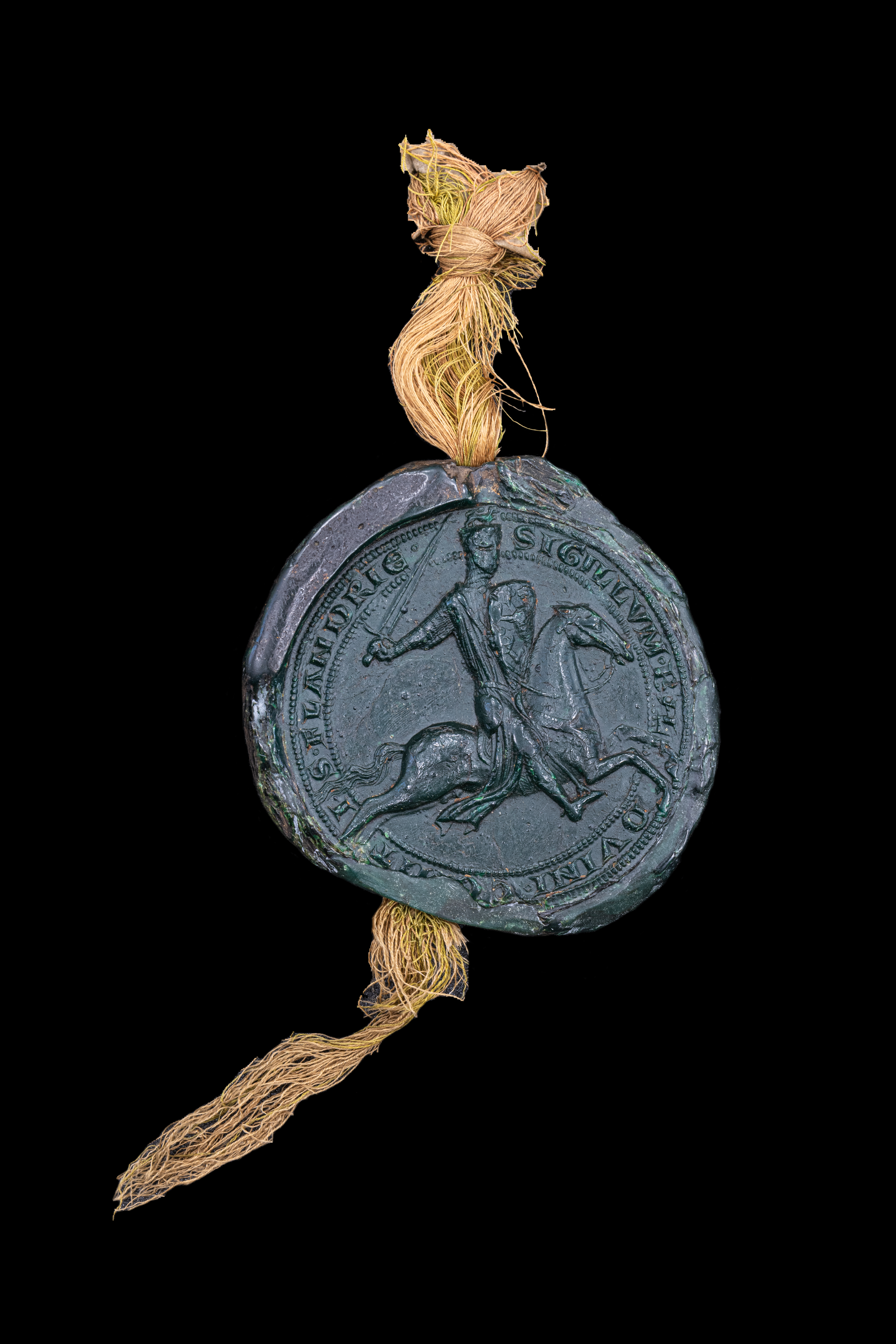
Sceau équestre de Baudouin VI de Hainaut.

Baudouin est le fils du comte Baudouin V de Hainaut et de la comtesse Marguerite de Flandre. Le comte Philippe de Flandre, sans enfant, désigne Baudouin V comme héritier avant son départ pour la croisade en 1177. Lors du retour de Philippe en 1179, celui-ci est nommé tuteur du jeune Philippe Auguste par son père mourant, le roi Louis VII. Un an plus tard, Philippe de Flandre arrange le mariage de son protégé avec sa nièce, Isabelle de Hainaut. La dot comprend notamment le comté d'Artois, au détriment de Baudouin V. En 1180, la guerre éclate entre le roi Philippe Auguste et son tuteur Philippe de Flandre, causant la dévastation de la Picardie et de l’Île-de-France. Baudouin V, allié dans un premier temps à Philippe de Flandre, intervient en 1184 en faveur de son gendre, Philippe Auguste, afin de défendre les intérêts de sa fille. Le 10 mars 1186, Philippe de Flandre accepte un traité de paix et cède au roi le comté de Vermandois. Il meurt en 1191 au cours du siège de Saint-Jean-d'Acre lors de la troisième croisade. Baudouin V hérite du comté et prend le titre de « Baudouin VIII de Flandre ». À la mort de Marguerite de Flandre le 15 novembre 1194, c’est Baudouin IX, son fils aîné, qui hérite du comté. Baudouin IX hérite l’année suivante du comté de Hainaut à la mort de son père le 18 décembre 1195. Il réunit dès lors en sa personne les deux branches de la maison de Flandre qui s’étaient séparées après la mort de Baudouin VI.
S’il prête rapidement hommage à Compiègne à Philippe Auguste, Baudouin consacre ses huit ans de règne à tenter de recouvrer les territoires concédés par le mariage du roi avec Isabelle de Hainaut. Il reste dans une prudente attente dans le conflit franco-anglais, mais est obligé par le roi de France à donner des garanties supplémentaires à sa foi : le roi reçoit le serment des barons flamands de lui rester fidèle ; la menace d’un anathème plane sur le comte en cas de parjure ; enfin, les fiefs de Boulogne, Guînes et Oisy sont cédés à la Couronne. En juin 1196, Baudouin s'engage à soutenir Philippe Auguste envers et contre tous, à part l'empereur germanique et l'évêque de Liège ; il abandonne au roi les prétentions qu'il pouvait avoir à la suzeraineté des comtés de Boulogne, de Guînes et de la terre d'Oisy. Taxé de faiblesse à son retour par les Flamands, Baudouin s’allie alors à Richard Cœur de Lion et demande au roi de France le retour à la Flandre de Lens, Arras, Hesdin, Bapaume, Saint-Omer et Aire. Devant le refus du roi, Baudouin entre en Artois, tandis que le duc Richard occupe les forces françaises en Normandie et met le siège devant Arras. Philippe Auguste réagit, repousse Baudouin jusqu’à l’Yser, mais le comte fait alors ouvrir les écluses sur le camp français. Le roi de France, enserré par les eaux et les armées flamandes n’a d’autre choix que de céder aux exigences de Baudouin, promesses qu’il fait rétracter par son conseil sitôt revenu à Paris. Baudouin prend à nouveau les armes et occupe Aire et St-Omer.
La comtesse Marie intervient alors et s’entremet entre le comte, son mari et le roi de France, son oncle. Son intervention débouche sur le traité de Péronne en janvier 1200, par lequel les deux parties arrivent à un accord : le roi conserve les terres au-delà du Fossé Neuf, tandis que Baudouin IX garde ou recouvre Douai, Ardres, Lillers, La Gorgue, Richebourg, Aire, Saint-Omer, l’avouerie de Béthune et l’hommage du comté de Guînes. Ce succès renforce la popularité du comte auprès de ses barons et de ses villes.

### Le croisé

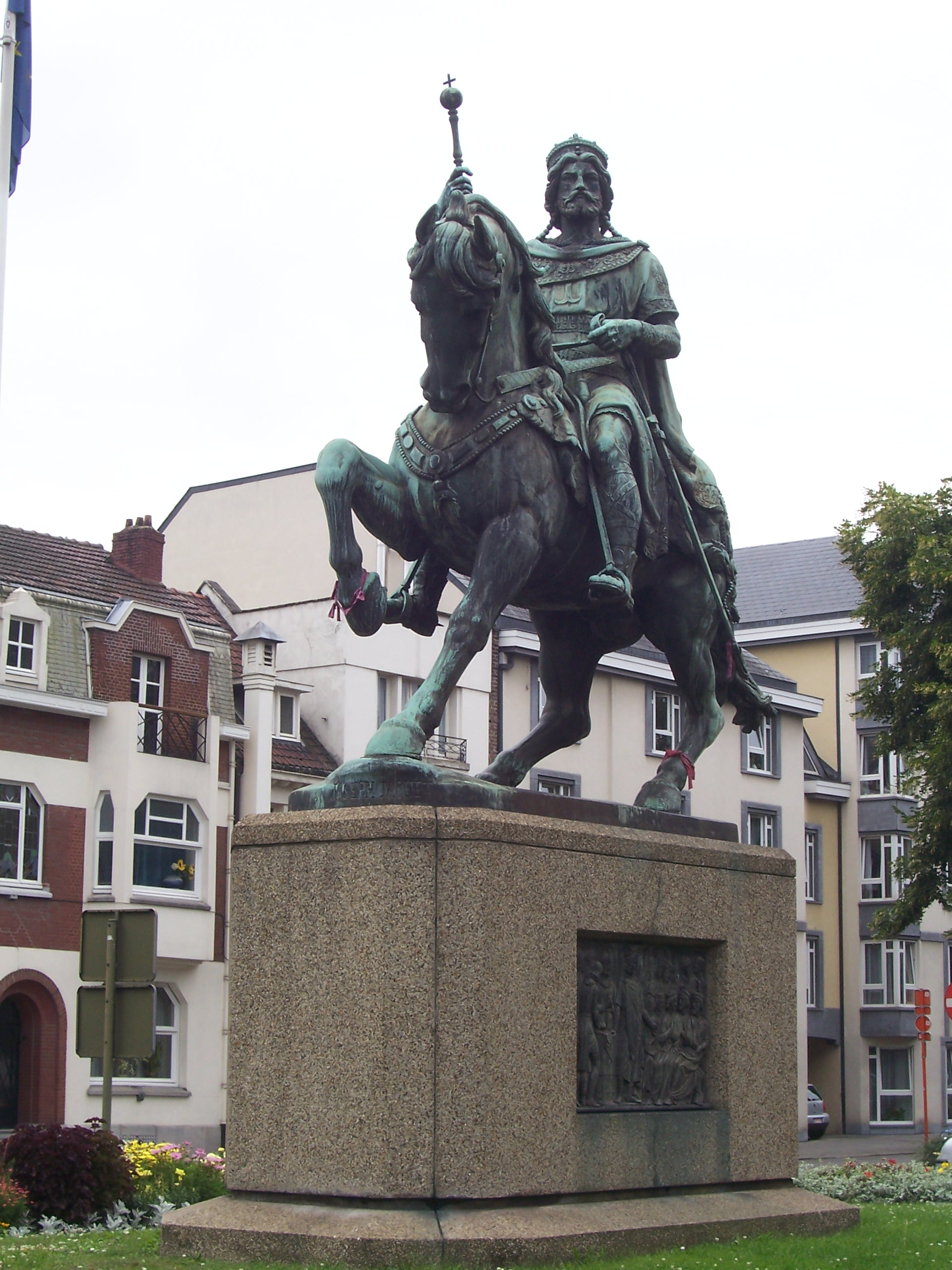
Statue élevée en 1868 en l'honneur de Baudouin de Constantinople à Mons (Belgique).

Inspirés par la résolution des chevaliers champenois qui ont pris la croix lors du tournoi d'Écry en 1199, Baudouin et son épouse Marie de Champagne prennent solennellement la croix le 23 février 1200 en l’église St-Donat de Bruges, suivis par une foule de chevaliers flamands. Baudouin prend, avec Thibaud de Champagne et Louis de Blois, la tête de l’expédition. Il participe à l’assemblée de Compiègne au cours de laquelle les chefs croisés décident de demander le soutien de Venise. Baudouin désigne Conon de Béthune et Alard Maqueriau pour mener les négociations. Avant le départ, il confie à son frère Philippe, comte de Namur, la régence de Flandre, assisté d’un conseil composé du chancelier Gérard, prévôt de Saint-Donat, son oncle, de Baudouin de Comines, des châtelains de Bruges, de Gand et de Lille.
Les armées gagnent Venise où un accord a été trouvé avec la république maritime pour transporter les croisés en Orient : la moitié des conquêtes devra aller à la ville de saint Marc. Les croisés prennent d’abord Zara comme paiement aux Vénitiens en novembre 1202. La croisade est ensuite détournée pour secourir Alexis Ange dont le père Isaac II a été renversé à Constantinople par son frère, devenu Alexis III. Les croisés atteignent les murs de Constantinople en juin 1203 et occupent Galata. Alexis III s’enfuit, Isaac II est libéré par les Grecs et doit céder aux conditions exigées par les croisés pour l’aide accordée à son fils devenu Alexis IV.
Rapidement, la situation se dégrade : les indemnités promises ne sont pas payées. La position d’Alexis IV devient intenable et il est renversé en janvier 1204 par Alexis Murzuphle qui renforce les défenses de la ville et refuse toute négociation. Le lundi de Pâques 1204, les croisés prennent et saccagent l’antique Byzance.

### L'empereur de Constantinople

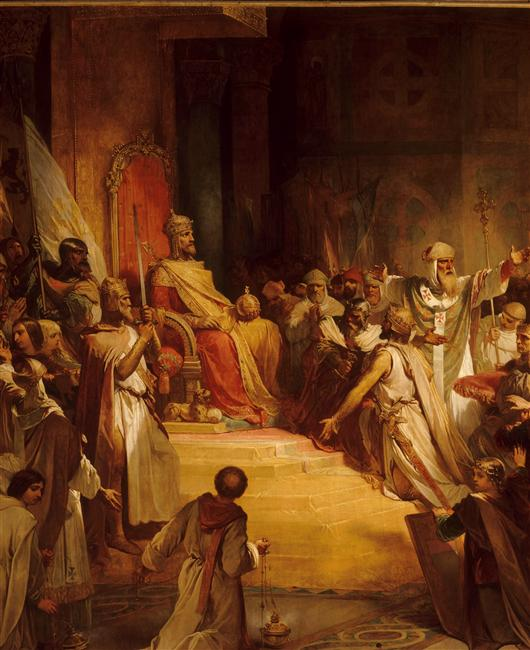
Le couronnement de Baudouin à Constantinople, par Louis Gallait.

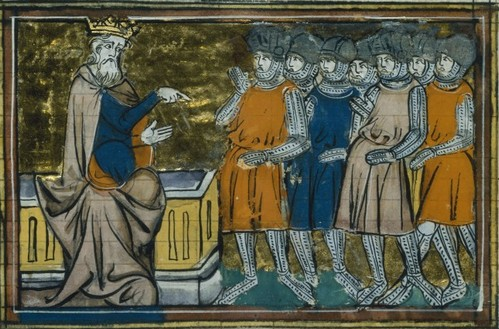
Baudouin, empereur de Constantinople, et ses chevaliers.

Baudouin est élu empereur par une commission composée par moitié de Vénitiens et de croisés. Il reçoit l’appui des Vénitiens qui craignent, en soutenant Boniface de Montferrat, de voir l’empire latin entre les mains d’un puissant baron proche des Génois et du Saint-Empire. Baudouin est couronné à Sainte-Sophie le 16 mai 1204. Le nouveau souverain reçoit le quart de l'empire et de la capitale, Constantinople. Les trois autres quarts sont partagés également entre les croisés et les Vénitiens. Les Vénitiens conservent Sainte-Sophie, où un Vénitien, Thomas Morosini, est élu patriarche.
Baudouin investit ses feudataires de plusieurs royaumes et duchés : Boniface de Montferrat obtient le royaume de Thessalonique encore à conquérir, Rénier de Trit le duché de Philippopolis qu’il conquiert en automne 1204, Louis de Blois le « duché de Nicée », Thierry de Loos le « duché de Nicomédie, et Étienne du Perche le « duché de Philadelphie ». La plupart de ces duchés restent cependant « lettres mortes ». Les Latins se sont trompés en pensant que la capture de Constantinople leur donnerait le contrôle de tout l’empire. Trois États grecs déclarent leur indépendance : l’empire de Trébizonde, l’empire de Nicée et le despotat d'Épire. Ces derniers organisent la résistance byzantine face au nouvel empire latin de Constantinople.
Baudouin nomme parmi ses compagnons les principaux dignitaires de l’empire : Geoffroi de Villehardouin reçoit le titre de maréchal de Romanie et Hugues de Campdavaine celui de connétable. Son épouse Marie de Champagne, dont la flotte vient d’atteindre Saint-Jean-d'Acre, meurt peu après l’annonce de la prise de Constantinople.
À l’issue du partage de l’empire, Baudouin dirige son armée vers Thessalonique où il installe une garnison latine pour le compte de Boniface. Il poursuit sa chevauchée en Thrace où il capture Alexis Murzuphle qu’il fait juger par une cour impériale puis exécuter. Baudouin se heurte ensuite à une révolte de l’aristocratie byzantine de Thrace qui, alliée aux Bulgares, massacre les garnisons latines de Didymotique et Andrinople au début de l’année 1205. Baudouin, qui dispose d’un nombre limité de troupes, met le siège devant Andrinople en mars. Une puissante armée bulgare, commandée par Jean Kalojan, roi des Bulgares et des Valaques, se met en route pour secourir la garnison byzantine. Le comte Louis de Blois, désobéissant à l’empereur, se porte au-devant d’eux, ce qui contraint Baudouin à lui prêter secours. Le 15 avril 1205, les Francs sont battus devant Andrinople. Le comte de Blois est tué et Baudouin est fait prisonnier.

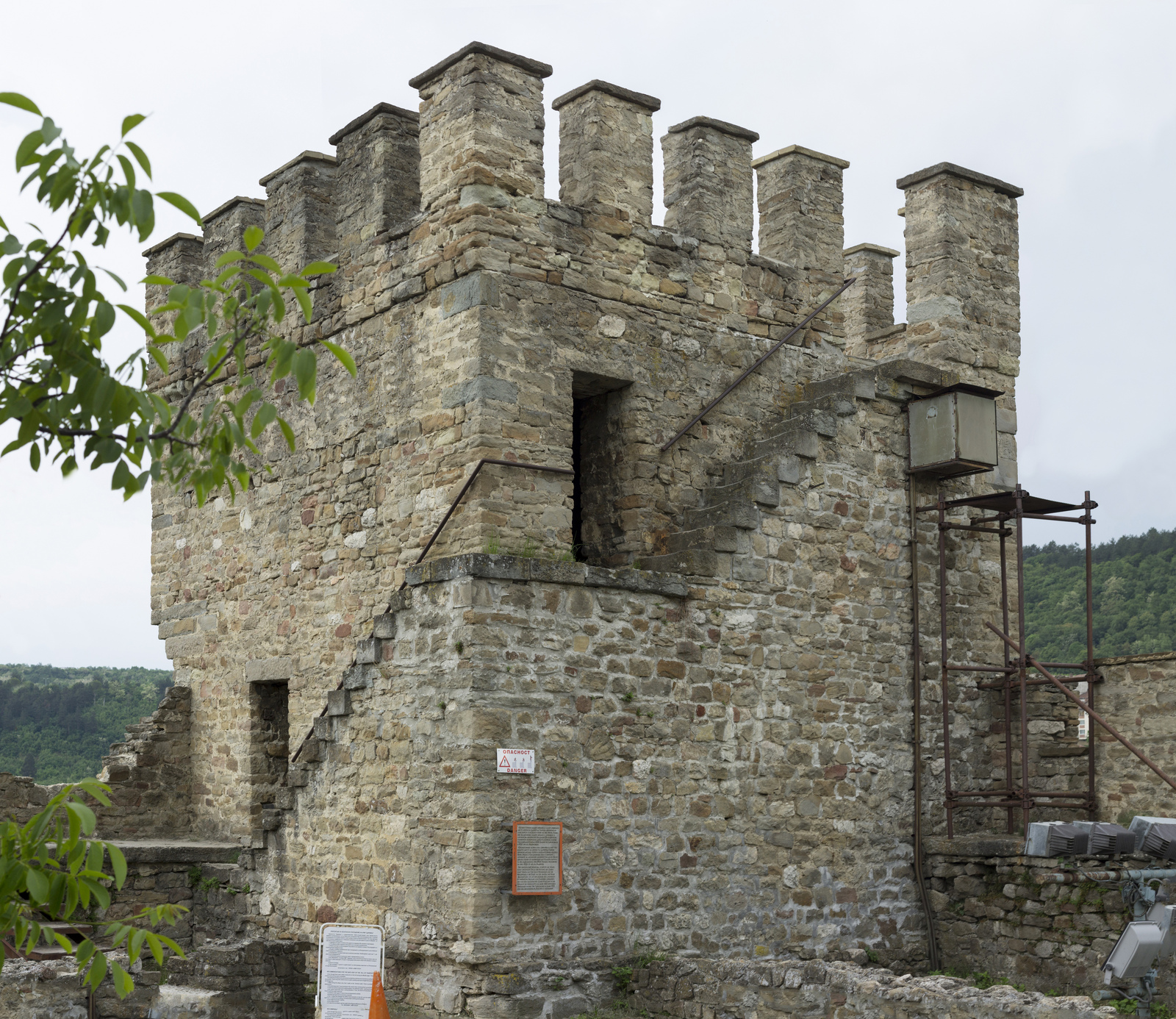
La tour de Baudouin au château Tsarevets, Veliko Tarnovo, en Bulgarie.

Selon le chroniqueur byzantin Nicétas Choniatès, Baudouin aurait ensuite été détenu à Tarnovo, puis aurait été abandonné dans une vallée pieds et mains coupées, et serait mort après une agonie de trois jours. Cette version est contestée, et il est plus probable que l’empereur flamand soit mort en prison. L'historien byzantin Georges Acropolite prétend que son crâne fut transformé en coupe à boire par Kaloyan.
Sa disparition, suivie six semaines plus tard de celle de Dandolo, entraîne un partage des terres conquises par les croisés et des querelles que son successeur, son frère Henri Ier de Constantinople, ne peut éviter.

### L'homme de lettres
Baudouin a fait publier les « histoires dites de Baudouin ». Il cultive lui-même la poésie provençale. En 1202, à Venise, dans le palais du marquis de Montferrat, il riposte en vers improvisés au troubadour Falquet de Romans qui, aux yeux de Baudouin, manque de respect aux princes et barons.

## Mariage et descendance
Il épouse le 6 janvier 1186 Marie de Champagne (1174 † 1204), fille d'Henri Ier le Libéral, comte de Champagne, et de Marie de France. Il laisse deux fillettes, à la merci de leur ambitieux suzerain :
- Jeanne (1199-1200 † 1244), comtesse de Flandre et de Hainaut, mariée à :
  1. en 1212 Ferrand de Portugal (1188 † 1233),
  2. en 1237 Thomas II de Savoie (1199 † 1259), prince de Piémont ;
- Marguerite II (vers 1202 † 1280), comtesse de Flandre et de Hainaut, mariée à :
  1. vers 1212 (séparés en 1221) Bouchard d'Avesnes (1182 † 1244),
  2. en 1223 Guillaume II de Dampierre (1196 † 1231).

## L'aventure du faux-Baudouin
Sa mort incertaine permet en 1225 à un imposteur, Bertrand Cordel, de se faire passer en Flandre pour l'empereur, censé avoir échappé à la mort en Bulgarie. Le difficile contexte flamand à la suite de la défaite de Bouvines et la captivité du comte Ferrand précarisent la position de la comtesse Jeanne de Constantinople, fille de Baudouin. Bouchard d'Avesnes, beau-frère de Jeanne écarté pour ses prétentions sur l'héritage de Baudouin, s'empare alors d'une rumeur pour tenter d'usurper le pouvoir à travers l'imposteur, au profit de lui et ses deux fils.
Originaire de Reims et fils d’un vassal du seigneur de Chappes, l'imposteur Bertrand Cordel était saltimbanque et jongleur. Après Bouvines, vers 1220, les franciscains commencent à arriver en Flandre, accompagnés d'un grand prestige. La rumeur place parmi eux d'anciens croisés flamands revenus au pays. C’est dans ce contexte qu’en 1225 un baron croit reconnaître Baudouin IX en Bertrand, qui vivait de mendicité publique et passait pour ermite dans le bois de Glançon, près de Valenciennes. Bertrand, installé dans un hôtel de cette ville, finit par jouer le jeu le (27 mars 1225). Des personnalités disent le reconnaître et lui apprennent vraisemblablement des rudiments de la vie de l’empereur et de la manière de bien se comporter. La crédulité du peuple est correctement exploitée et une immense émotion parcourt les comtés de Flandre et de Hainaut. Il est acclamé à Valenciennes, à Tournai, à Lille, ses entrées à Bruges et à Gand furent magnifiques. Il y est revêtu de tous les attributs byzantins, faisant par exemple précéder son cortège d'une grande croix pour ses entrées.
La comtesse Jeanne doit alors se réfugier au Quesnoy avec quelques fidèles. On tente même de l’enlever. Elle peut néanmoins gagner Mons, seule ville qui lui reste fidèle, alors que l’imposteur régne à sa place (avril-mai 1225), entouré de barons mécontents dont il sert les intérêts. Jeanne de Constantinople tente pour le confondre de le faire venir au Quesnoy, mais Bertrand décline l’invitation. Cependant, grâce au témoignage du franciscain Josse de Materen, un ancien croisé qui avait accompagné le vrai comte jusqu’à sa mort en Bulgarie, elle est convaincue de son bon droit. Elle en appele au jugement du roi Louis VIII, qui ne pouvait que s’alarmer car le roi Henri III d'Angleterre avait déjà pris contact avec le faux-Baudouin pour réactiver l'alliance anti-française : le roi le convoque à Péronne, tandis que Jeanne rassemble toutes les personnes ayant connu son père, dont tous les franciscains qui doivent reprendre contact avec le monde pour témoigner, contrairement à leurs vœux. L’enquête est présidée par l’évêque Guérin de Senlis. Bertrand ne peut se soustraire à la convocation du suzerain capétien : il est accueilli comme s’il était le comte, mais l’imprécision de ses réponses au roi et à Guérin sont décisives. Devant les barons flamands ébahis, il ne sait pas dire quand, où et par qui il aurait été fait chevalier, ni quand et dans quelle chambre il aurait épousé Marie de Champagne. Comme preuve définitive, il s’enfuit la nuit suivante de la cour, ne doutant plus de la pensée du roi (30-31 mai 1225).
Réfugié à Valenciennes, une des villes où il jouissait du plus de soutien, il envisage avec ses soutiens de rejoindre Cologne pour obtenir l'appui de l'empereur Frédéric II à travers l'archevêque Engelbert II, mais leur fait finalement faux bond pour tenter de fuir. Il est capturé près de Besançon et remis au roi de France, qui le confie ensuite à Jeanne. Condamné à mort, il est étranglé à Lille à la fin du mois de septembre 1225. Son cadavre a été exhibé au gibet de Loos.